# Довбенко Михайло Володимирович
Миха́йло Володи́мирович Довбе́нко (нар. 31 жовтня 1954, Коропець, Монастириський район, Тернопільська область) — український економіст та політик. Народний депутат України 8-го скликання.

## Освіта
Закінчив планово-економічний факультет Тернопільського фінансово-економічного інституту, за спеціальністю «Планування сільського господарства» (1976), аспірантуру Вищої комсомольської школи при ЦК ВЛКСМ. Кандидат (1989), Доктор економічних наук (1998), академік Академії наук вищої школи України (2016).

## Трудова діяльність
- 1976–1979 — молодший науковий співробітник науково-дослідного сектора, викладач кафедри економічного аналізу Тернопільського фінансово-економічного інституту; головний економіст колгоспу с. Радча Тисменицького району Івано-Франківської області;
- 1979–1982 — 1-й секретар Івано-Франківського райкому ЛКСМУ;
- 1982–1986 — 1-й секретар Івано-Франківського обкому ЛКСМУ;
- 1986–1989 — аспірант Вищої комсомольської школи при ЦК ВЛКСМ;
- 1989–1991 — завідувач відділу організаційно-партійної роботи Івано-Франківського обкому КПУ
- 1991–1993 — головний економіст з валютних операцій і міжнародних розрахунків Івано-Франківської дирекції АПКБ «Україна»; завідувач сектору, заступник голови правління з зовнішньоекономічної діяльності, голова правління «Західкоопбанку» м. Івано-Франківськ;
- 1993–1996 — голова правління АКБ «Прут і К»; директор філії Західноукраїнського комерційного банку;
- Січень 1997–2000 — директор Вінницької філії «Правекс-Банку», керівник Київської дирекції банку АПКБ «Україна»;
- 1999–2014 — директор Інституту відкритої політики;
- Автор (співавтор) понад 150 наукових робіт, зокрема, «Економічної енциклопедії» у III томах (співавтор); книги «Видатні незнайомці», «Сучасна економічна теорія (Економічна нобелелогія)» (перекладена російською, казахською мовами), «Криза економіки — не криза науки».

## Спортивні досягнення
- Майстер спорту СРСР з веслування на байдарках (1975).

## Партійна діяльність

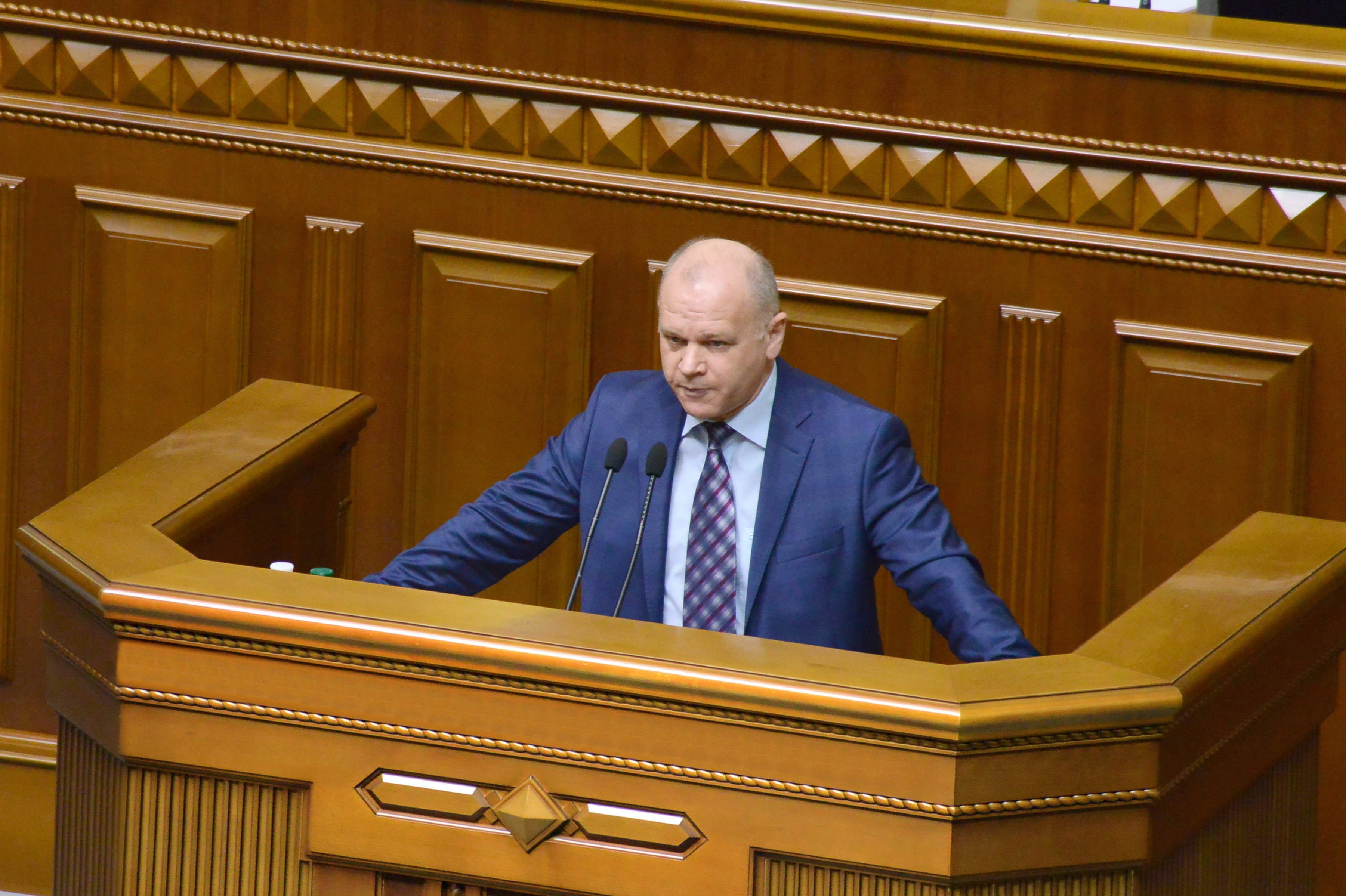
ВРУ, 2016 рік

- Був керівником передвиборного штабу Петра Порошенка у Івано-Франківській області на президентських виборах 2014.
- 27 листопада 2014 року — народний депутат України VIII скликання, партія «Блок Петра Порошенка». Перший заступник голови Комітету Верховної Ради України з питань фінансової політики і банківської діяльності.
- Член партії «Блок Петра Порошенка», голова Експертної Ради фракції «Блок Петра Порошенка» у Верховній Раді України.

## Нагороди
Орден «Знак Пошани» (1986).